# Arènes de Senlis
Les arènes de Senlis, édifiées au Ier siècle ap. J.-C., sont un petit édifice de spectacle gallo-romain de forme ellipsoïdale et de type semi-creusé. Elles sont situées à Senlis et ont été redécouvertes en 1865. Acquises et déblayées par la Société d'histoire et d'archéologie de Senlis, elles appartiennent toujours à cette association et peuvent se visiter sous certaines conditions.

## Localisation
Les arènes de Senlis sont situées en dehors du centre-ville ancien, à l'ouest, dans le secteur délimité par la RD 924 au nord, l'allée des Arènes à l'ouest, la rue de la Fontaine des Arènes au sud et la place des Arènes à l'est. Cette place engazonnée présente la statue d'Anne de Kiev, et à sa limite nord se situe un rond-point avec l'obélisque commémoratif du millénaire de l'élection de Hugues Capet, en 1987. L'entrée des arènes s'effectue par la place des Arènes, et plus précisément par un portail grillagé au sud-ouest. Un panneau indique la présence des arènes. Habituellement fermé à clé, le portail contrôle l'accès à une allée d'ifs bordée par des potagers et des bases de colonnes antiques. Les arènes ne sont pas visibles depuis le domaine public, entièrement entourées de propriétés privées et relativement éloignées des rues les plus proches.

## Historique

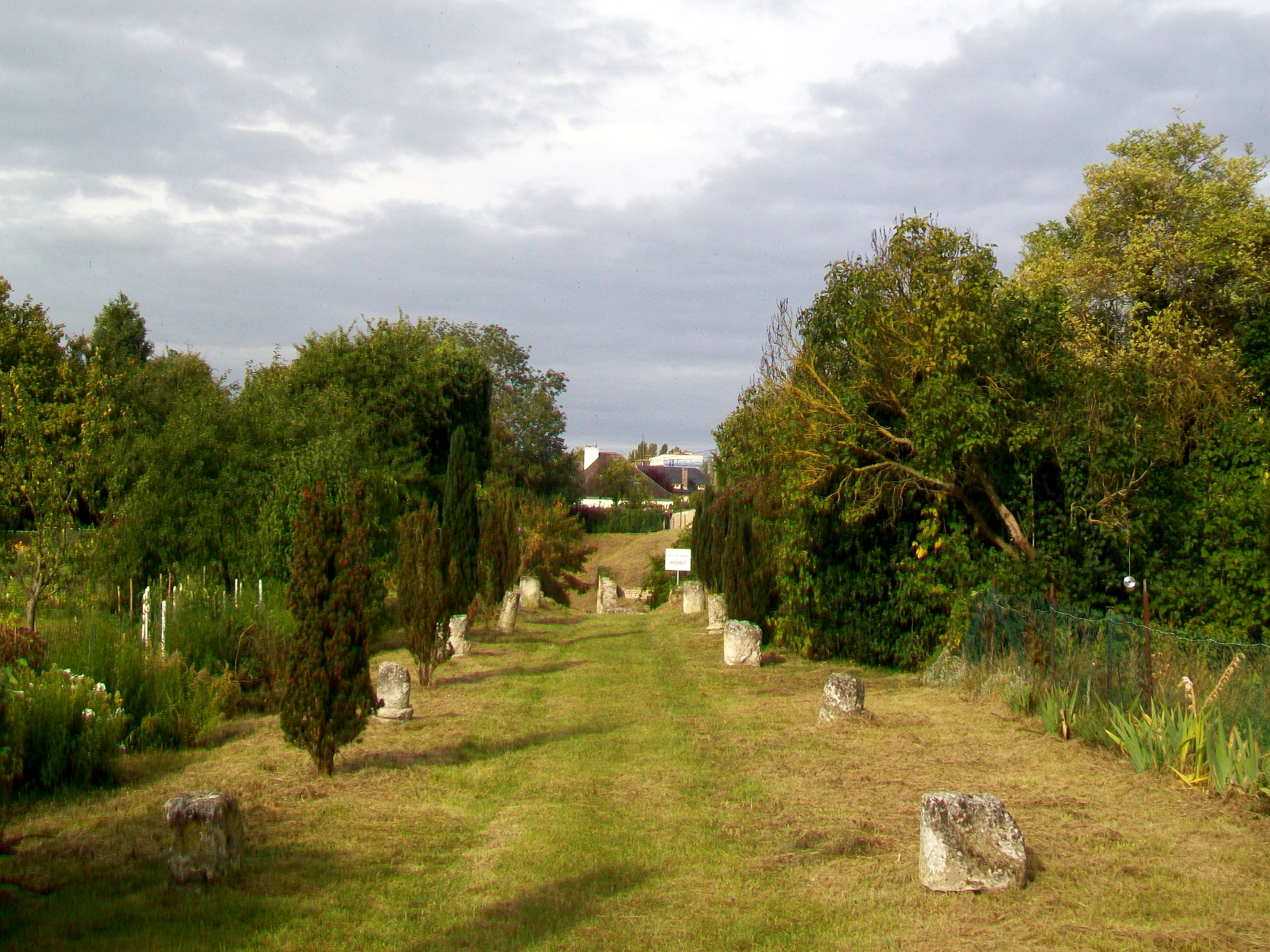
Allée d'accès aux arènes depuis la place des Arènes.

### Les arènes d'Augustomagus dans l'antiquité
Senlis est une fondation purement romaine, datant probablement du Ier siècle apr. J.-C., connue comme Augustomagus (le marché d'Auguste) et peuplée pour l'essentiel de gaulois du peuple des Silvanectes. Les arènes remontent aux origines de cette ville, donc au Ier siècle également, d'après les études stylistiques de Jean-Pierre Adam en 1973 (voir la bibliographie). L'histoire d'Augustomagus reste peu connue. Étant donné que la ville médiévale avec ses caves et carrières souterraines s'est établie à l'emplacement de la cité romaine, dont elle a effacé la majeure partie des vestiges archéologiques, les possibilités d'exploration archéologiques sont restreintes. Quant à l'enceinte gallo-romaine toujours bien conservée, elle n'a été édifiée qu'au Bas-Empire, et est donc largement postérieure aux arènes.
Le contexte de la construction des arènes est impossible à reconstruire, tant sur le plan urbanistique que sur le plan socio-culturel. L'on peut seulement établir des analogies avec d'autres arènes. Celles de Senlis sont relativement petites, avec 41,5 m et 34,45 m pour les axes de l'arène proprement dite, comparées à 66 m et 35 m pour Pompéi ou 85 m et 53 m pour le Colisée de Rome. La capacité en places assises avoisinait les dix mille, sans qu'il soit possible de calculer un chiffre exact. Les spectacles donnés furent le plus souvent des combats d'animaux cruels et sanglants. Il n'y a pas de preuves de combats de gladiateurs comme à Reims, bien que ce soit assez probable. Par contre, une petite scène sur la chapelle nord indique qu'il y avait aussi des spectacles d'un autre type : danses, chant, pièces de théâtre. Les deux chapelles au nord et au sud servaient comme lieux de culte aux divinités : les sept dieux majeurs de Rome furent honorés dans la chapelle méridionale, et des divinités locales dans la chapelle septentrionale.
Les arènes de Senlis ont été abandonnées vers le VIe siècle,, bien après la christianisation d'Augustomagus attribuée à son premier évêque, Rieul de Senlis, mort en 260.

### La redécouverte des arènes en 1865
Pendant plusieurs siècles, depuis au moins le Moyen Âge central, les arènes de Senlis avaient disparu de la conscience collective. En même temps, les historiens n'ont jamais oublié leur existence, étant donné que plusieurs chartes très anciennes en font mention. Vers le milieu du XIXe siècle, le dernier auteur à en avoir parlé était Pierre Nicolas Grenier, qui n'avait vraisemblablement jamais visité les lieux étant donné les erreurs dans la localisation qu'il commet. Utilisées comme carrière de pierres puis de dépotoir, les arènes s'étaient à peu près effacées du paysage. En 1589, pendant la guerre de la Ligue, l'emplacement servait de plate-forme de tir aux Ligueurs assiégeant la ville. Les arènes se situent à peu près à la même cote que le point le plus élevé du centre-ville, ce qui peut expliquer ce choix.
Restait un toponyme pour un lieu-dit très proche, la fontaine des Raines, compris généralement par les contemporains dans le sens de rainettes. En 1725, ce nom a été orthographié d'Areine dans un document, mais à titre plutôt exceptionnel. Au XIVe et XVe siècle, l'on écrivait généralement d'Araines, ce qui évoque autant le sable que les arènes dans l'acception actuelle du terme, mais il n'y a guère de sable à cet endroit. 
Quelques décennies avant 1865, des limites circulaires (ou plutôt elliptiques) étaient encore visibles et matérialisées partiellement par un mur (en fait, la couronne des arènes). Mais gênant la culture, les vestiges du mur ont été rasés et les limites du champ rectifiées. Une dépression très remarquable était la seule particularité que présentait encore ce terrain.
En 1865, derrière les murs des jardins et non loin de la route de Chantilly, se trouvait un champ assez profondément encavé, au lieu-dit la Fosse ou la Trappe, et ceci sur une éminence dont il était évident que l'origine ne pouvait être naturelle. 

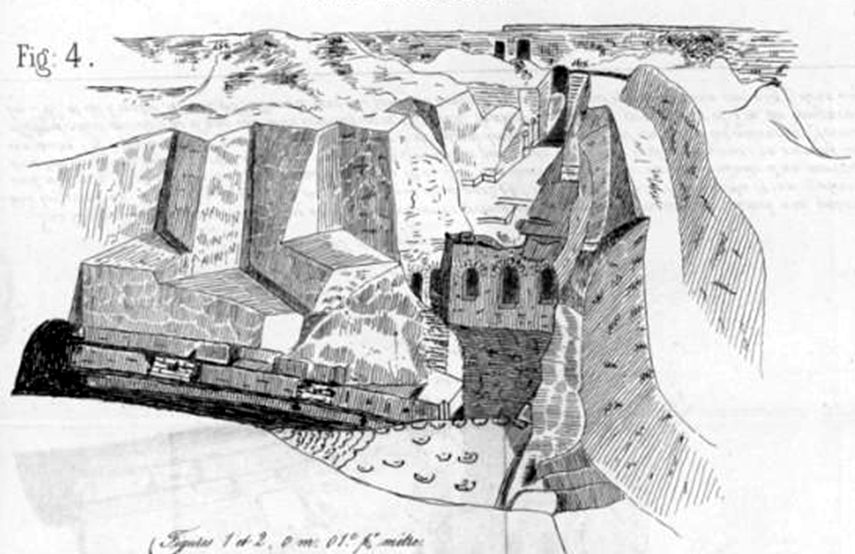
État du déblaiement des arènes au 31 décembre 1865.

Restait à faire l'association entre la particularité topographique et le toponyme, ce que fit Félix Vernois, membre du Comité archéologique de Senlis fondé en 1862, en l'hiver 1864/65. Le 1er février 1865, il voulut en avoir le cœur net, et dès les premiers coups de pioche, tomba sur un grand nombre de tuiles romaines, poteries anciennes, débris de construction, fibules, etc. Dans sa réunion du lendemain, le Comité décida d'entreprendre des recherches. Faute d'indices solides, elles ne pouvaient être que des tâtonnements, mais l'attention des membres se portait sur le bon endroit, et deux murets parallèles à la limite du champ furent ainsi interprétés comme les traces d'un vomitoire. Par sa générosité, Henri Corbin, conseiller général, ancien préfet de l'Aisne et châtelain de Mortefontaine, permit de commencer le déblaiement. Du point de vue actuel, le terme de fouilles archéologiques n'est pas adapté aux méthodes pratiquées à l'époque. L'on ne fit notamment aucune analyse stratigraphique, de sorte que la datation exacte de l'abandon des arènes demeure impossible aujourd'hui. Mais les premières trouvailles poussèrent les archéologues amateurs senlisiens à ouvrir une souscription en vue de l'acquisition du terrain, et le Conseil général versa une subvention de six cents francs.
Les travaux reprirent après la réunion du 12 octobre 1865, pendant laquelle l'achat du terrain pour un prix de 4 500 francs fut annoncé, payables au 1er janvier 1866. Les moyens financiers ne permirent pas un déblaiement complet, et l'on décida de creuser une galerie souterraine pour rencontrer au plus tôt les parties les plus intéressantes de l'édifice de spectacle. En effet, afin d'entretenir la curiosité du public averti et de récolter de nouveaux dons, il fallait régulièrement pouvoir présenter de nouvelles découvertes. La méthode d'exploration retenue avait déjà été employée avec succès à Herculanum. Ainsi, le sacellum (chapelle) sud fut rapidement découvert. De par les monnaies anciennes identifiées, on a conclu à une construction des arènes à la fin du IIe siècle au plus tôt, estimation révisée depuis, et à un abandon avant le Ve siècle, ce qui correspond à l'opinion actuelle. Les travaux furent dirigés par l'entrepreneur en travaux publics Jules Puissant, ingénieur civil et membre du Comité. Le bénévolat n'avait pas encore cours ; il fallut engager des ouvriers, auxquels on promit des gratifications pour les objets découverts,.

### L'histoire des arènes depuis 1866

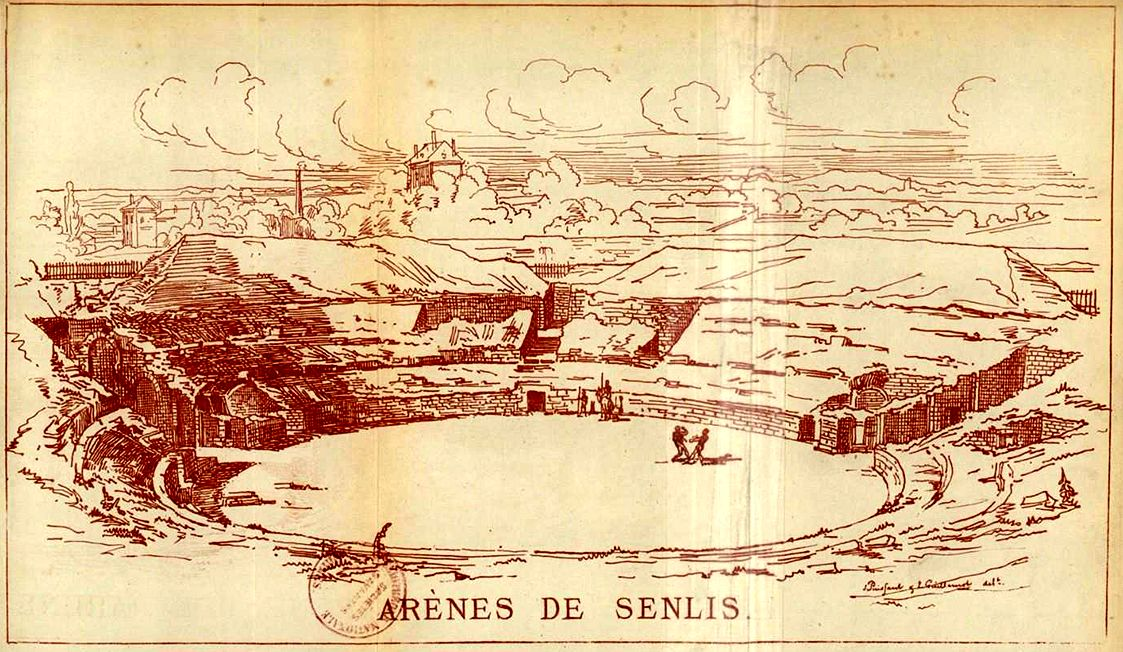
État du déblaiement des arènes vers 1870/72.

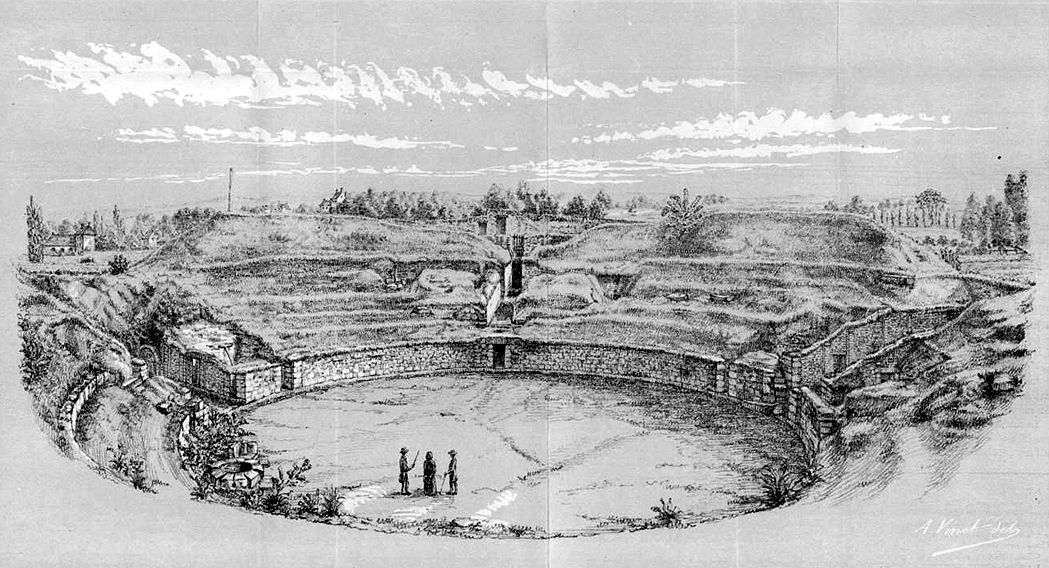
Les arènes de Senlis en 1878.

En achetant rapidement le terrain sur lequel sont situées les arènes, le Comité archéologique affirmait sa crédibilité, dont il avait eu du mal à convaincre les autorités à l'été 1865, étant donné sa fondation récente. Devant les intéressants résultats obtenus régulièrement, la municipalité de Senlis et le Conseil général soutinrent l'entreprise avec des subventions considérables, sans pour autant atteindre le montant des dons octroyés par des particuliers. Bien entendu, ce furent les membres du Comité qui firent les plus grands sacrifices. En 1889, le déblaiement des arènes prit fin.
Après la fin du XIXe siècle, l'intérêt allait en diminuant, et les aides publiques devenaient plus modestes. Avec l'ouverture du nouveau musée dans l'hôtel du Haubergier en 1927, l’énergie de l'association devenue la Société d'histoire et d'archéologie de Senlis pour souligner la diversité de ses domaines d'intervention, fut de plus en plus absorbée par ce musée. Son financement posa continuellement problème. L'histoire et l'archéologie ne figuraient plus parmi les loisirs favoris de la bonne société. Bien que le nombre des membres de la Société baissa à peine, la couche aisée de la population y était maintenant moins bien représentée, d'autant plus que la Première Guerre mondiale et la Grande Dépression avaient fait fondre plus d'une fortune.
Entre 1937 et 1939, le jeune archéologue senlisien Georges Matherat reprit le déblaiement et procéda à des fouilles et sondages sommaires, repris entre 1943 et 1945. Les méthodes n'avaient malheureusement guère avancé depuis les années 1860. Après la Seconde Guerre mondiale, la Société d'histoire et d'archéologie de Senlis est en déclin. Elle se voit contrainte de céder l'ensemble de ses collections à la ville de Senlis pour éviter la fermeture du musée, dont depuis le début de l'occupation, elle n'arrive plus à assurer le fonctionnement. Le bulletin annuel se réduit comme peau de chagrin et ne contient plus que de brefs résumés des mémoires, imprimé en caractères minuscules sur du mauvais papier de petit format. Les arènes ne sont plus correctement entretenues. En même temps, la Société les loue pour des spectacles divers, concours d'archerie, concerts etc., ce qui entraîne des dégradations. Vers le milieu des années 1960, le sacellum sud, où avait été découvert le torse d'une statue d'Hercule, s'effondre partiellement. Depuis cet incident, les arènes ne sont plus louées, et une campagne pour réunir les fonds nécessaires à une restauration est lancée vers 1967.
En 1973, l'architecte du CNRS Jean-Pierre Adam réalise une étude du bâtiment, qui selon l'archéologue municipal, Marc Durand, est exhaustive, contrairement à ce que son titre suggère. Cette étude, publiée par la Société d'Histoire et d'Archéologie, contient deux plans et fait toujours autorité. Seuls certains détails, comme le nombre de places de spectateurs, ont été remis en question. En septembre 1977, à l'occasion de travaux de drainage dans la partie nord des arènes, deux sondages sont effectués sous la direction de Marc Durand. La partie nord a été très restaurée sous la Troisième République, mais ces travaux avaient mal été documentés : ainsi, la troisième assise en petit appareil qui court sur la corniche du podium (le mur entourant la scène) a longtemps été prise pour un remaniement de l'Antiquité tardive. Ce ne fut qu'assez récemment que l'on a découvert qu'il ne s'agit que du produit de cette restauration. Dernièrement, les quatre carceres, au nord et au sud des vomitoires est et ouest, ont été restaurés, entre 1978 et 2002,,.

## Description

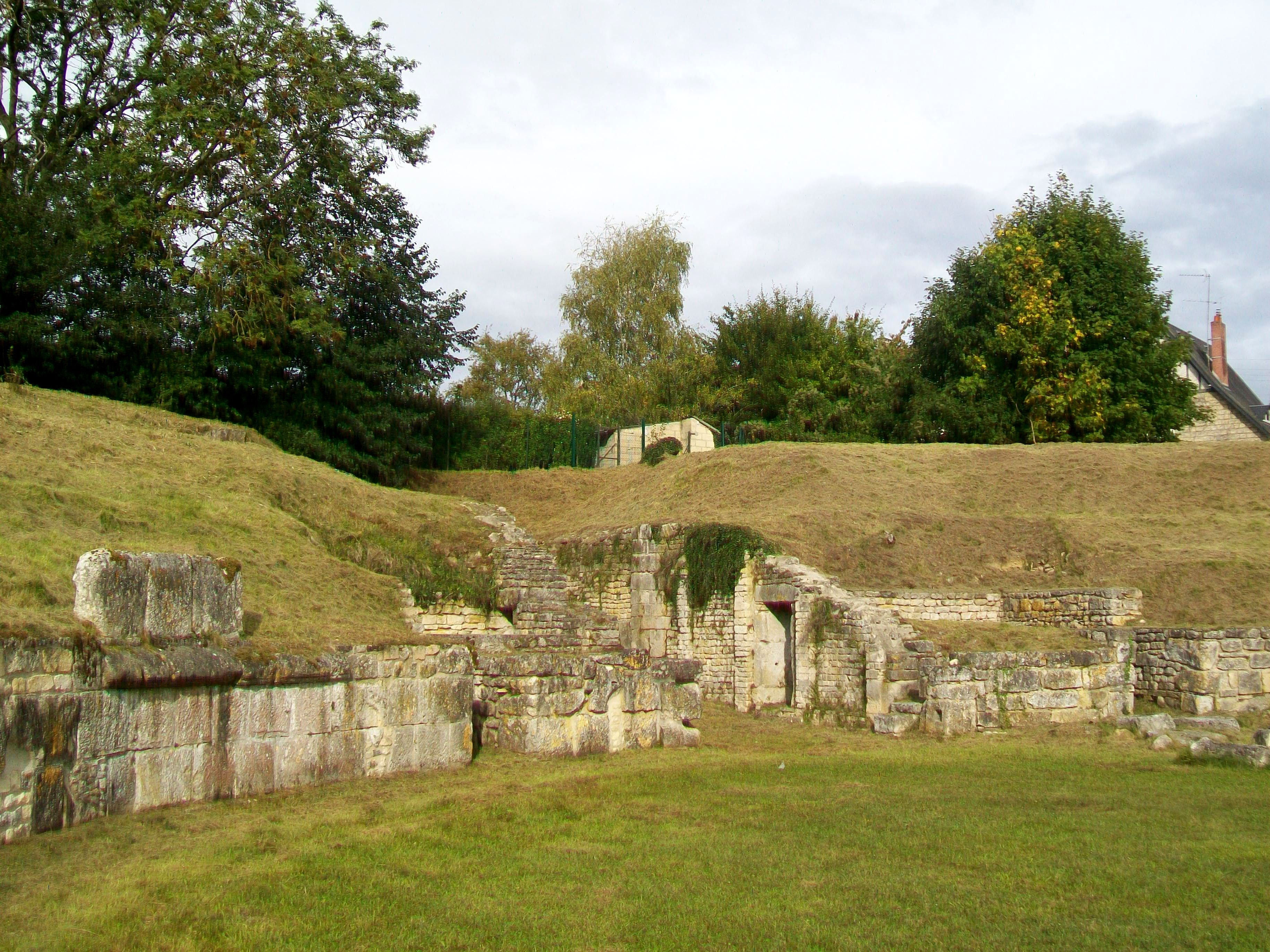
Vomitoire occidental ; à gauche, vestige du balteus.
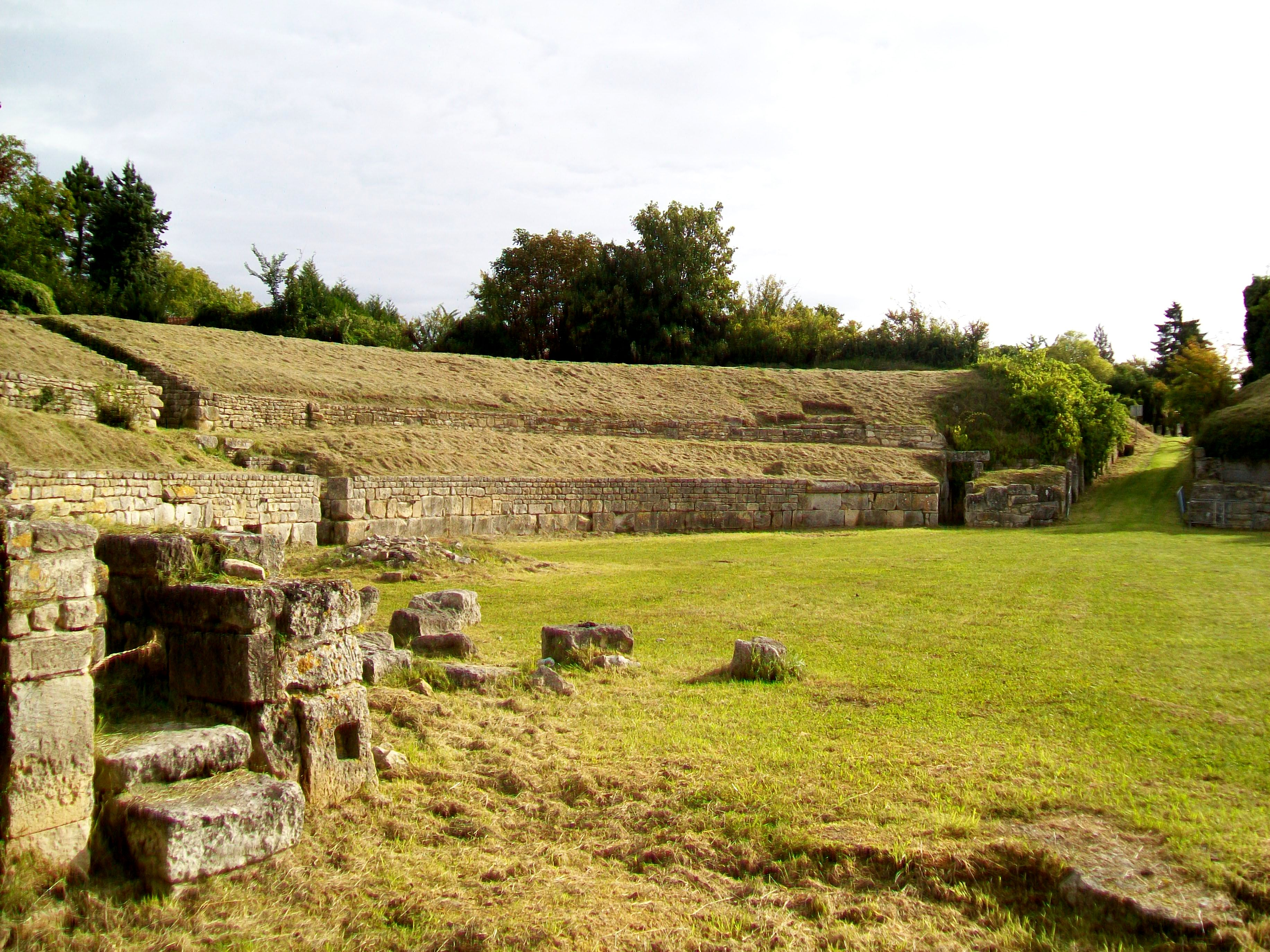
Les gradins nord et le vomitoire oriental depuis la Porte de la Mort.
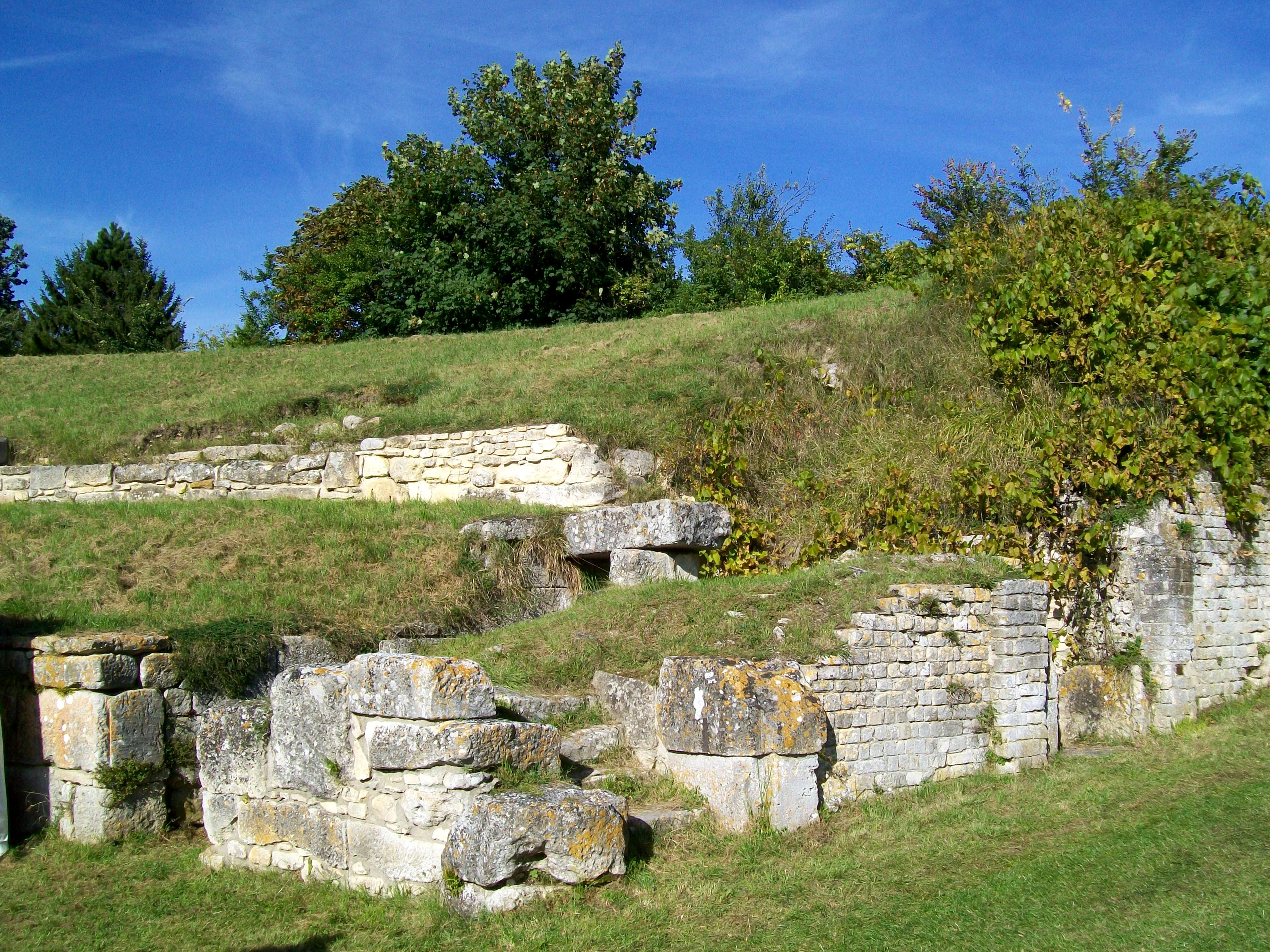
Premières marches de l'escalier d'accès au nord du vomitoire oriental.
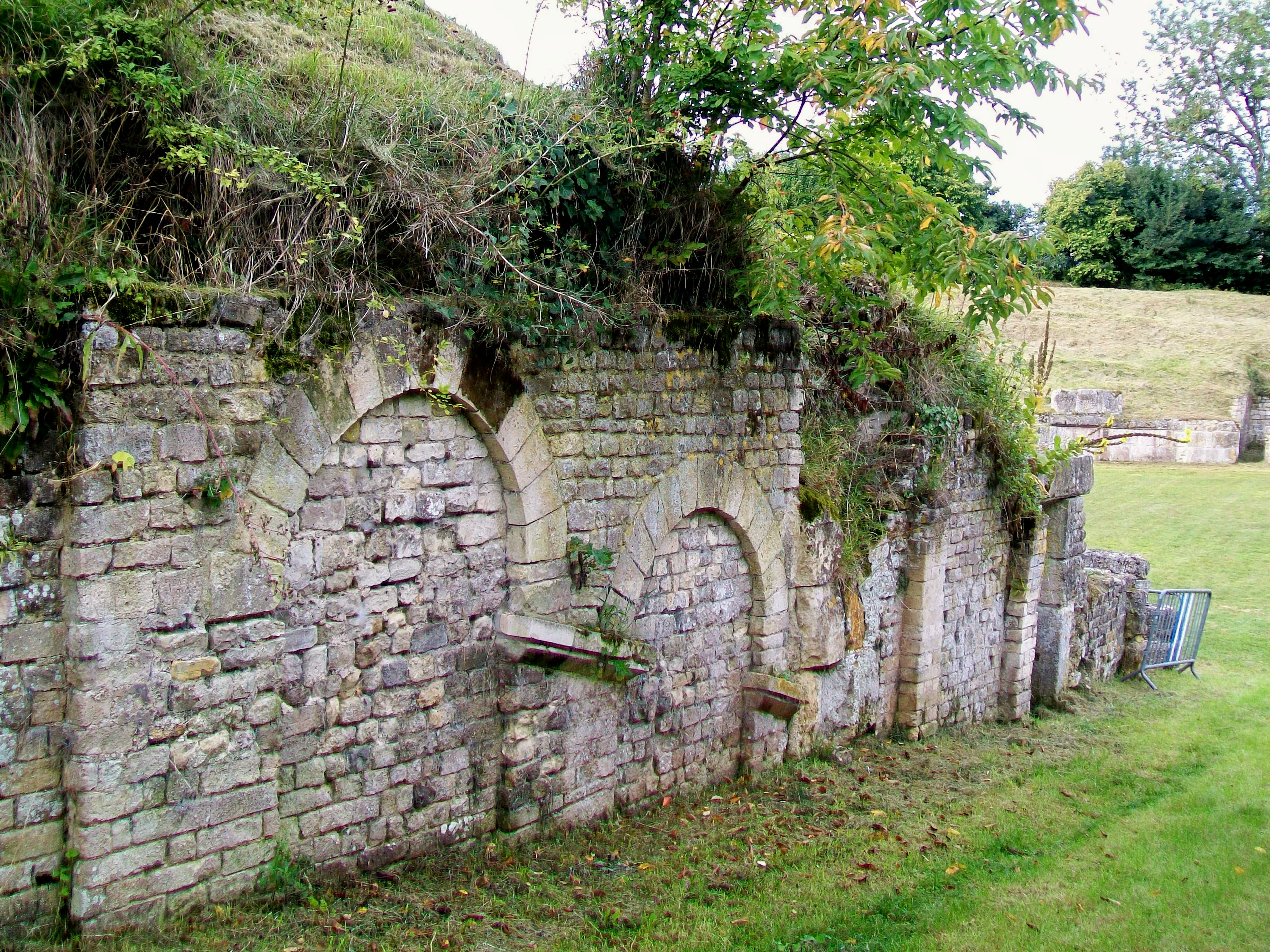
Vomitoire oriental ; mur de soutènement avec arcades bouchées.
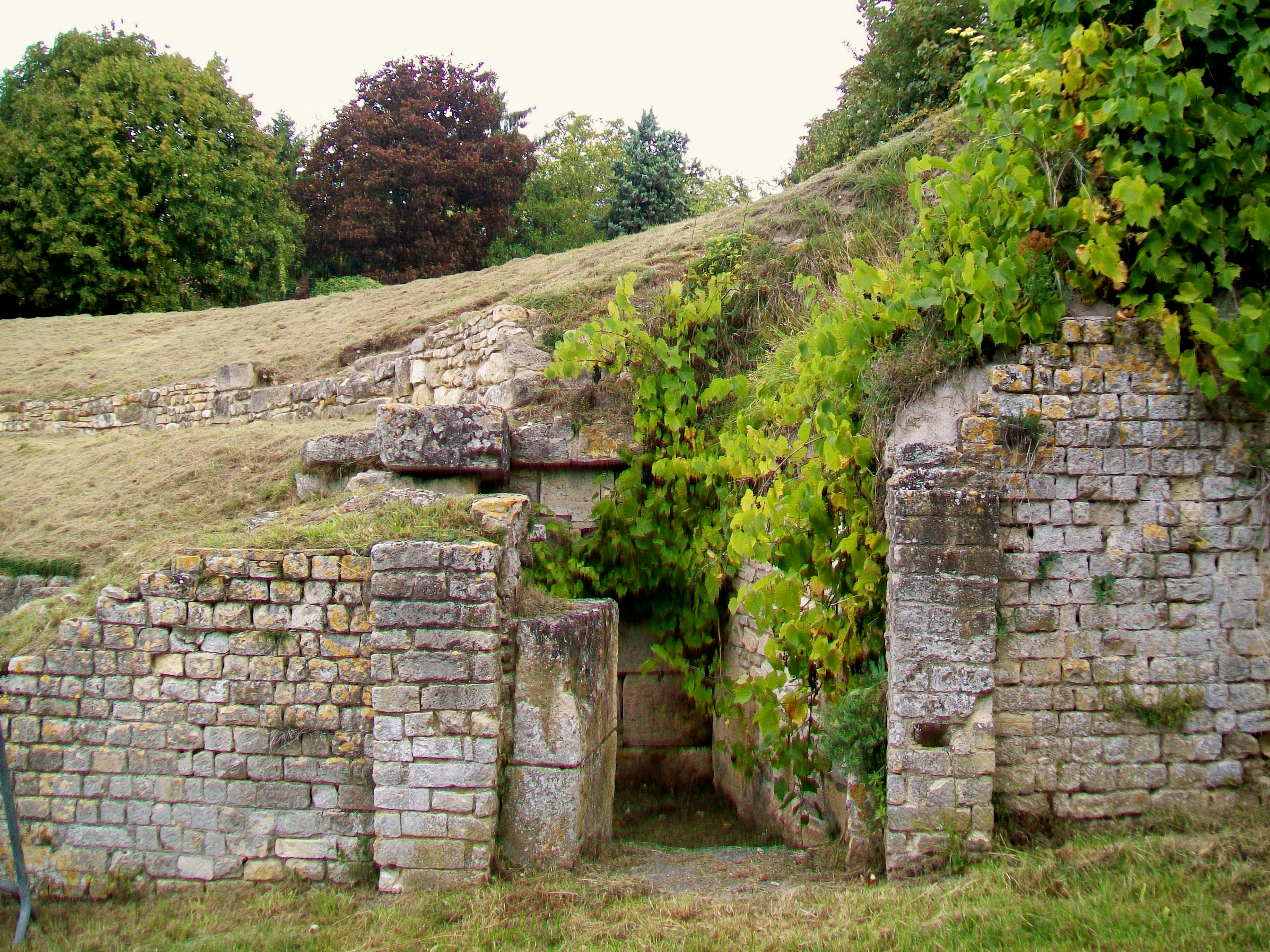
Porte du carcer nord-est au vomitoire oriental.

Le terme arènes ne renvoie, strictement parlant, qu'à l'étendue de sable au centre, où se déroulaient les spectacles. Depuis leur découverte, ce terme du langage usuel a toujours prévalu à Senlis.
Les arènes de Senlis, comme il a déjà été dit, sont de petites dimensions, comme environ deux cents autres arènes recensées dans l'ensemble de l'ancien Empire romain. Les axes de la couronne mesurent 90 m et 83 m, et les axes de l'arène 41,5 m et 34,45 m. Elle correspond à une ellipse véritable, ce qui n'est pas partout le cas. Le bâtiment, qui se situe sur une proéminence, est semi-excavé, c'est-à-dire que l'arène et les gradins (cavea) sont creusés dans le sol et la roche calcaire. Ceci ne se voit pas et n'a été prouvé que par les sondages de 1977.
Le mur qui entoure l'arène proprement dite, le terre-plein central, est appelé le podium. Il est encore intégralement conservé, contrairement au parapet (balteus), dont ne restent que trois éléments au sud-est. Au même endroit, l'on peut voir également une portion de la corniche convexe moulurée qui couronnait le podium et courait autour de l'arène. Le balteus avait la fonction d'une balustrade ou d'un garde-corps. Il présente encore les rainures où s'encastraient les grilles devant protéger les spectateurs lors de spectacles d'animaux sauvages.
L'ellipse du théâtre est scindée en deux parts égales dans un sens est-ouest. La partie nord semble la mieux conservée, mais a en fait été lourdement restaurée et reprise. La partie sud est donc la plus authentique. Les coupures correspondent aux vomitoires principaux : le vomitoire oriental vers la ville était l'accès principal, alors que le vomitoire occidental, servant également à l'évacuation des cadavres d'animaux, est affublé du surnom de Porte de la Mort. Aux angles où les vomitoires rejoignent l'arène, se situent les quatre carceres, petites pièces où étaient enfermés les animaux avant les spectacles. Elles n'étaient apparemment pas couvertes et avaient chacune une porte vers le vomitoire et une porte vers l'arène. Curieusement, les escaliers d'accès aux gradins se situaient immédiatement devant les carceres, ce qui mettait les spectateurs en étroit contact avec les animaux sauvages.
Hormis les vomitoires est et ouest, existent des vomitoires secondaires nord et sud. Ils sont nettement plus étroits et ne descendent qu'au premier niveau des gradins, appelé cavea, et non jusqu'à l'arène. Aux pieds des deux vomitoires secondaires se situaient les deux chapelles (sacella), dont celle du sud présente sept niches pratiquées dans les murs, ayant probablement accueilli les statues des sept dieux majeurs de Rome. Les chapelles étaient couvertes par des plates-formes, dont ne restent que des vestiges. Celle du sud était la tribune des édiles et notables : ils ne devaient jamais regarder le soleil en face. La plateforme du nord comportait une petite scène, utilisée uniquement pour les spectacles culturels, moins fréquemment programmés que les combats d'animaux.
Les gradins ne sont pas bien conservés ; ils ne gardent que leur forme, mais pas les rangées de bancs. L'on distingue trois niveaux de gradins, dont le niveau supérieur, la summa cavea, s'appuie à l'extérieur contre la couronne ou corona, le mur de soutènement. C'est ce mur qui était toujours visible dans le premier quart du XIXe siècle, alors que l'existence des arènes en ce lieu avait été oubliée. Jusqu'en mi-hauteur, les gradins étaient munis de bancs en pierre, dont certains ont été retrouvés. Au-delà, les bancs étaient en bois, supportés vraisemblablement par une substructure en bois qui se poursuivait au-delà de la corona. Ainsi, l'on peut mieux imaginer comment les arènes de Senlis ont pu contenir neuf à dix mille spectateurs, voire 11 250 d'après Jean-Pierre Adam, chiffre qui suscite toutefois des doutes auprès d'autres scientifiques.
Les arènes comportaient des locaux souterrains, accessibles par exemple par les arcades plein cintre visibles sur les murs de soutènement du vomitoire oriental. Ces arcades sont aujourd'hui bouchées. Il y avait également un ou plusieurs vestibules, notamment à l'est, dont plus aucune trace n'est visible. Les débris des deux types de colonnes provenant des vestibules et peut-être aussi de la tribune d'honneur ornent aujourd'hui l'allée d'accès aux arènes,.

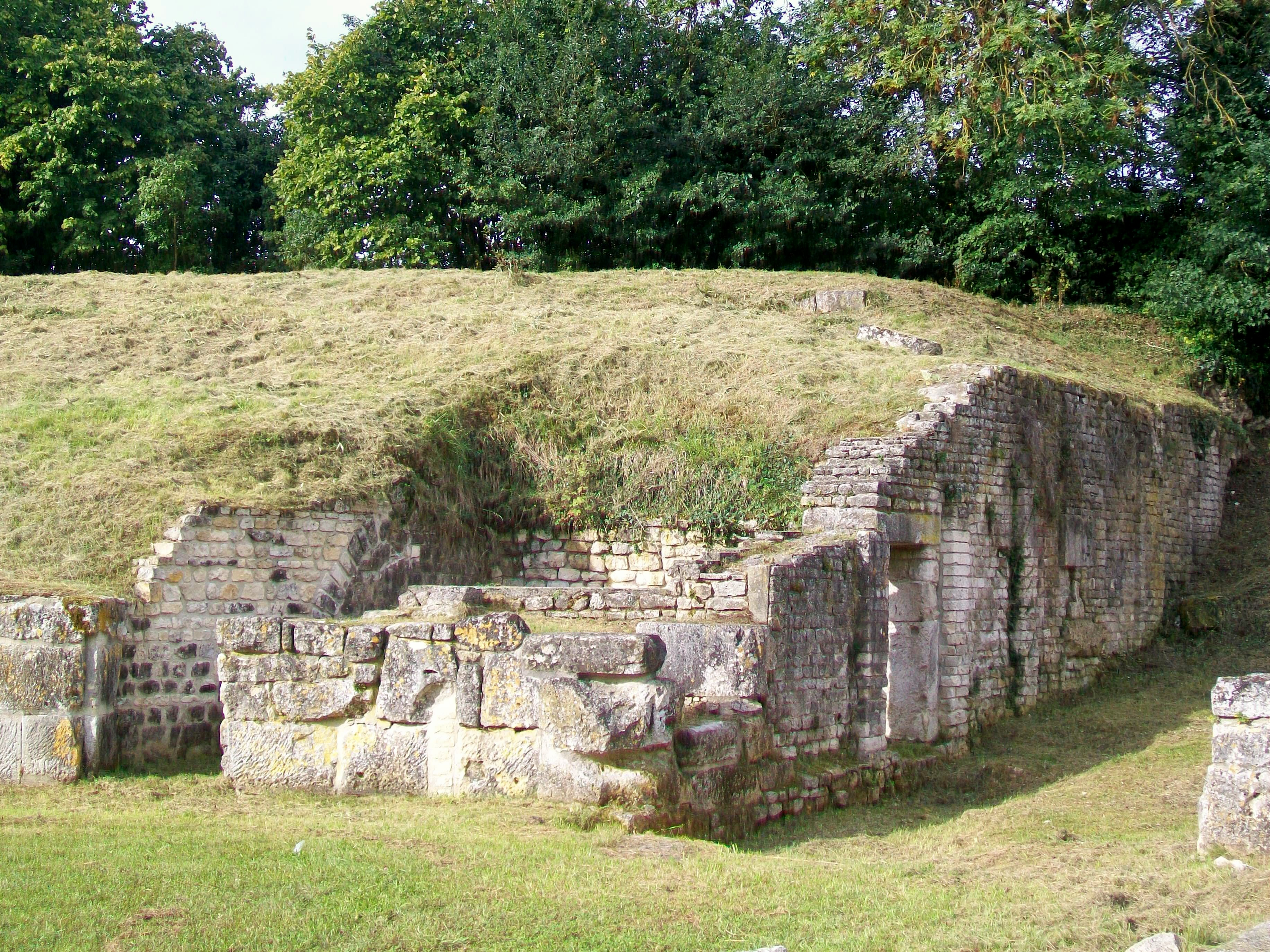
Vomitoire occidental ou Porte de la Mort et carcer sud-est.
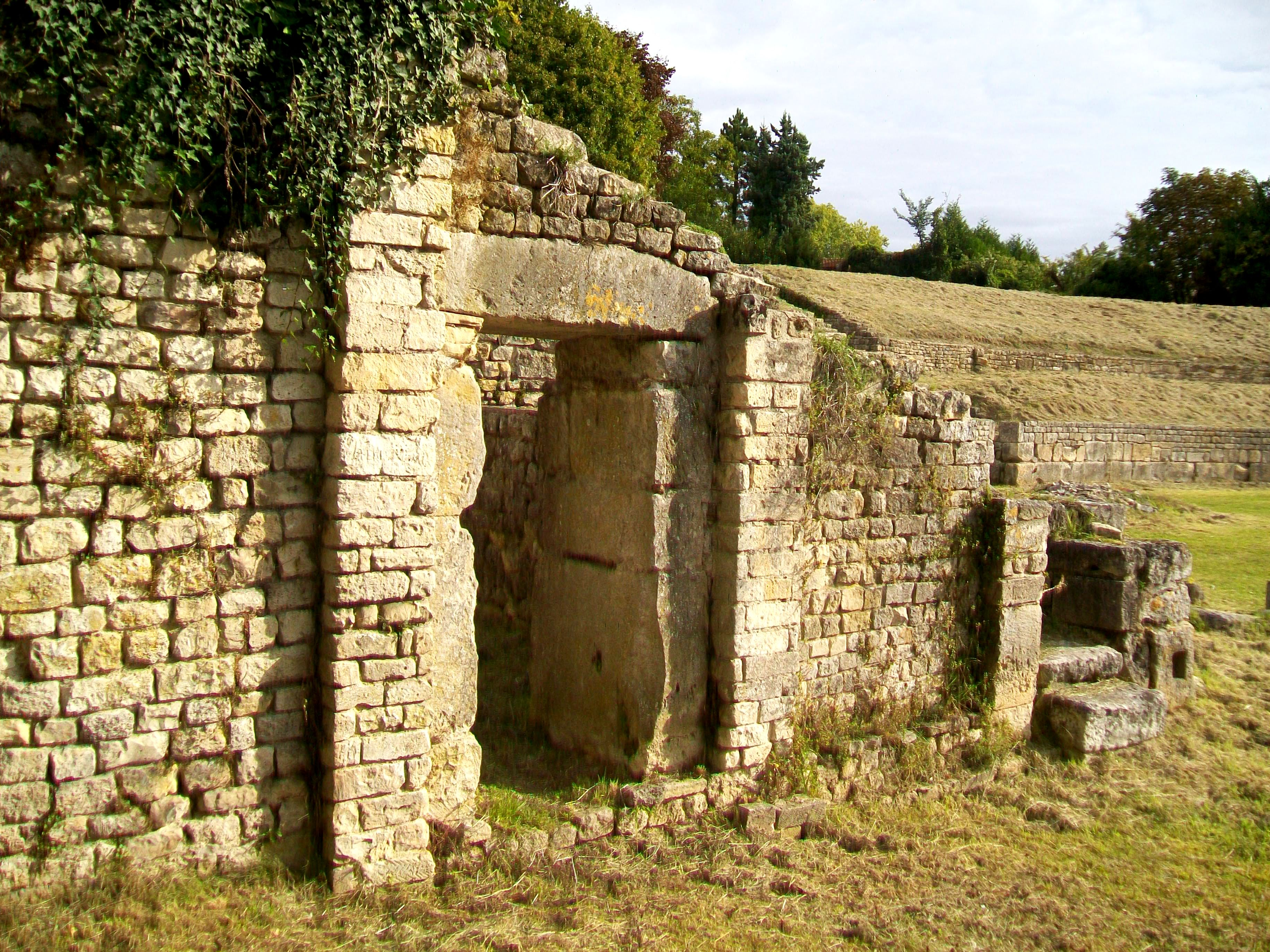
Vomitoire occidental ou Porte de la Mort et carcer nord-est.
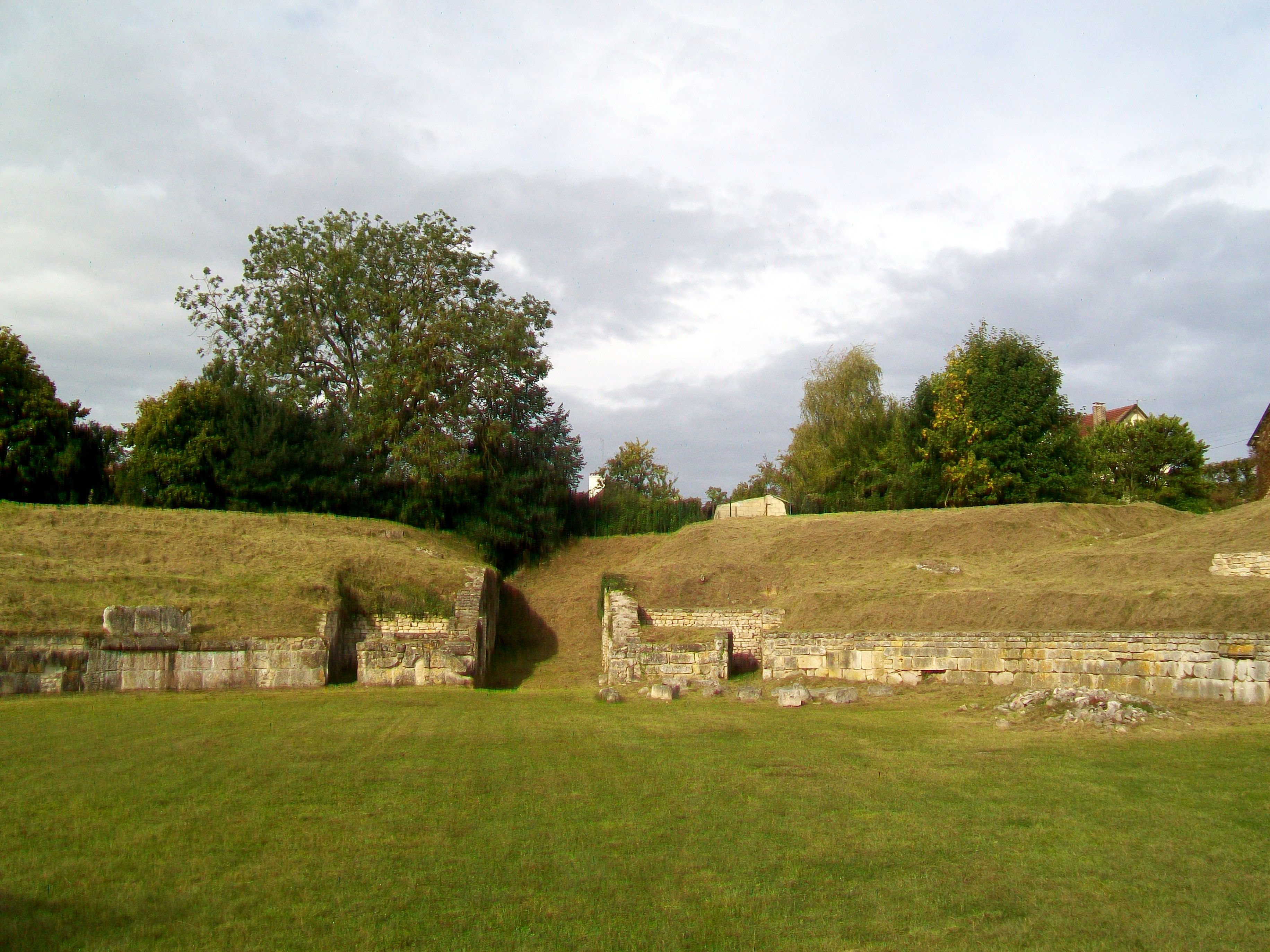
Partie orientale des arènes.
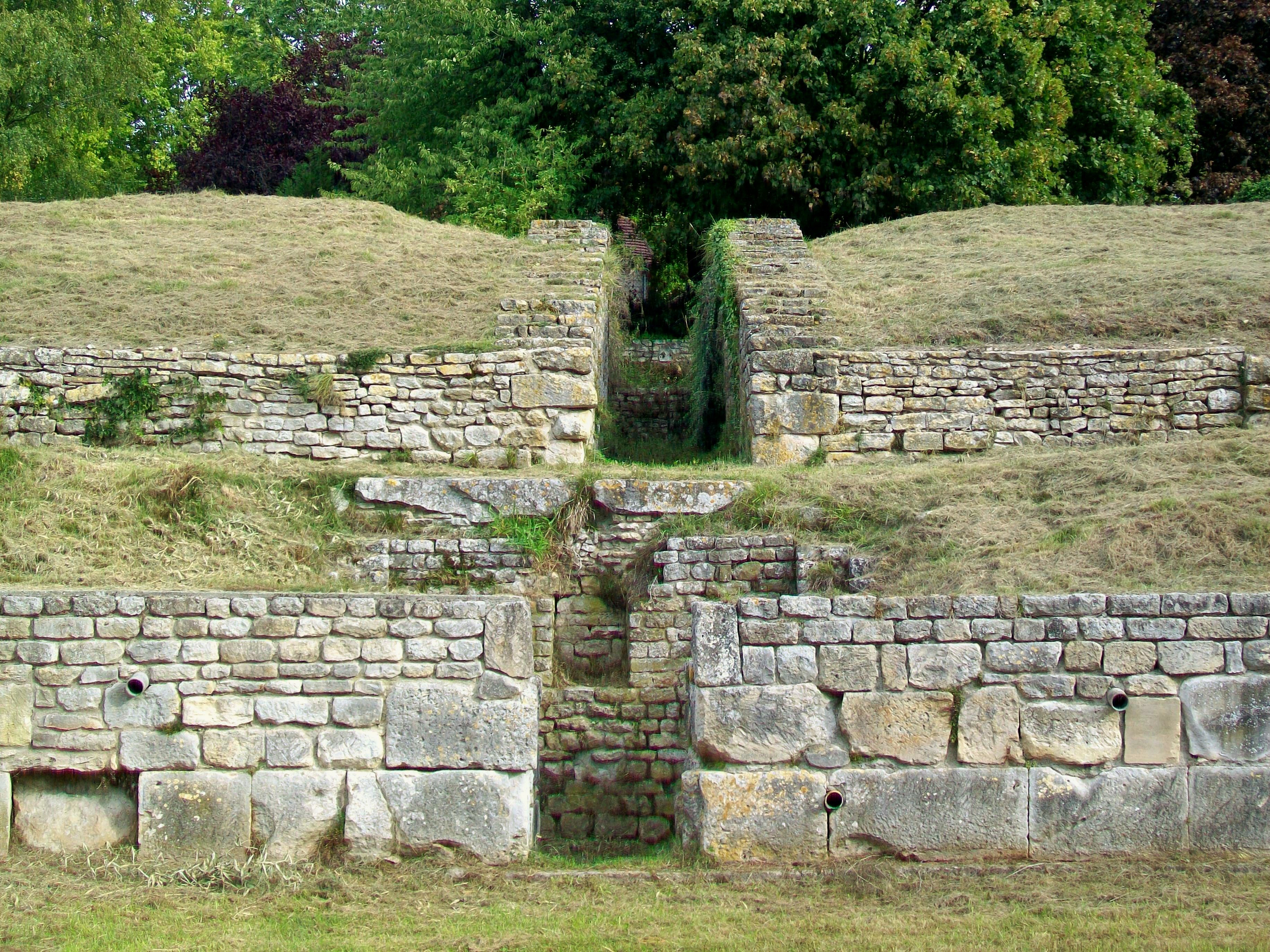
Vomitoire secondaire et chapelle nord.
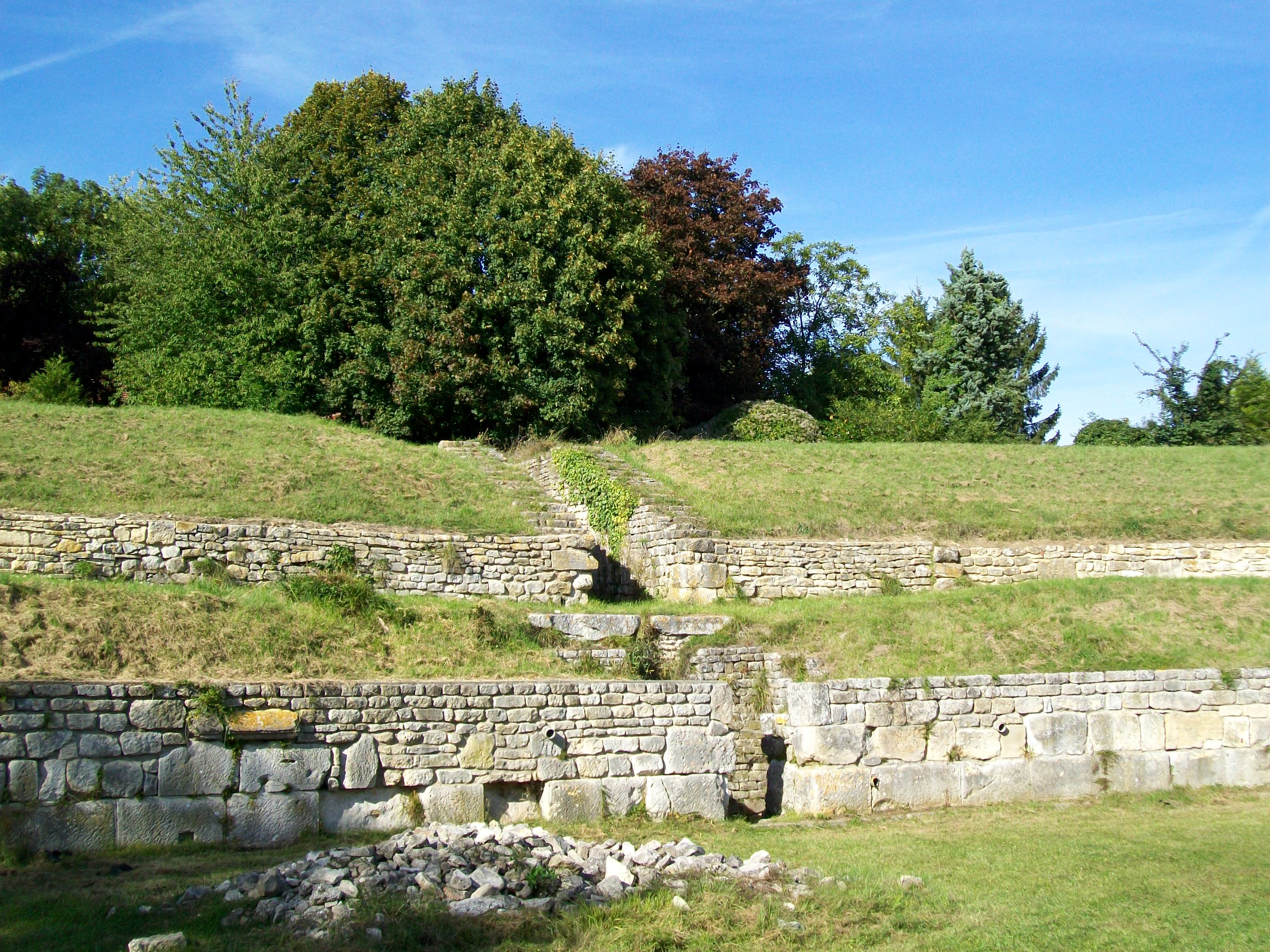
Autre vue du même secteur.

## Protection
Les arènes de Senlis ont été classées monument historique par liste de 1875, soit dix ans après leur découverte.

## Visite
Les arènes sont toujours la propriété de la Société d'histoire et d'archéologie de Senlis. Leur état est relativement bon, mais les gradins et les sous-sols restent interdits d'accès pour des raisons de sécurité. La ville de Senlis assure gratuitement la tonte de la pelouse et le fauchage, et les membres de l'association s'occupent de l'entretien. Depuis longtemps, il n'y a plus d'ouvertures régulières. Le premier dimanche de chaque mois, sauf en janvier, l'office de tourisme de Senlis propose une visite guidée payante. Des visites guidées pour les groupes peuvent en outre été organisées, sur demande préalable. Une visite libre des arènes n'est proposée qu'à l'occasion des Journées nationales de l'Archéologie le deuxième week-end de juin et des Journées européennes du patrimoine, le dernier week-end de l'été.